# Fanny von Wilamowitz-Moellendorff

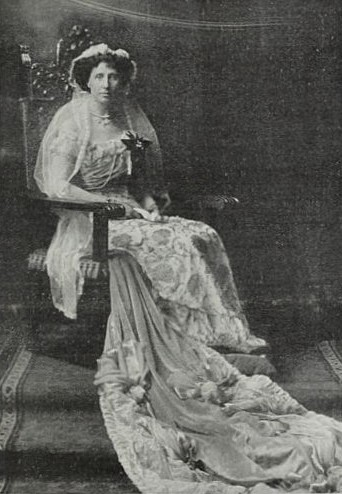
Fanny von Wilamowitz-Moellendorff

Fanny Gräfin von Wilamowitz-Moellendorff, geborene Fanny Malin Huldine Freiin Fock (* 3. Mai 1882 in Stockholm; † 5. Juni 1958 ebenda), war eine schwedische Schriftstellerin.

## Leben und Werk
Fanny Fock war die Tochter eines schwedischen Offiziers. Sie heiratete 1903 den Deutschen Wichard Hugo Henning von Wilamowitz-Moellendorff (* 1871), der 1916 im Ersten Weltkrieg fiel.
Fanny von Wilamowitz-Moellendorff veröffentlichte einen Gedichtband in schwedischer Sprache sowie eine Lebensskizze ihrer verstorbenen Schwester Carin Göring, der ersten Ehefrau von Hermann Göring. Bis 1943 erschien das Buch in 733.000 Exemplaren. Fanny von Wilamowitz-Moellendorff war eine bekennende Nationalsozialistin.

## Werke (Auswahl)
- Dikter. Stockholm : Wahlström & Widstrand, 1910
- Resan till det okända landet Tyskland 1933. Stockholm : Ringförl., 1933
- Carin Göring. Nachwort Martin Sommerfeldt. Berlin : Warneck, 1933
- Erinnerungen und Begegnungen. Berlin : Warneck, 1936